# Андреєва Ірина Віталіївна
Андреєва Ірина Віталіївна (нар. 3 серпня 1979) — українська акторка театру та кіно.

## Біографія
Народилася 3 серпня 1979 року. Закінчила Київський національний економічний університет і Київський національний університет театру, кіно і телебачення ім. І. Карпенка-Карого.
З 2000 року — акторка театрального об'єднання «Чорний квадрат» (Київ).

## Творчість

### Театральні роботи
Ірина Андреєва зіграла ролі у таких виставах:
- «Всі жінки продаються»
- «Інтим не пропонувати»
- «Кафе розбитих сердець»
- «Пікнік стурбованих, або А-ля кобеля-2»
- «Роздягайся — будемо … розмовляти»
- «Остання ніч Мерилін»
- «Мафія»
- «Плоти»
- «Етюди»

### Фільмографія
- 2018: Марк+Наталка (Україна) — Олена, прибиральниця
- 2017—2018: Коли ми вдома. Нова історія (Україна) — Оксана Місюра
- 2016: Запитайте у осені (Україна) — епізод
- 2014—2016: Коли ми вдома (Україна) — Оксана Місюра
- 2014: Пограбування по-жіночому (Україна) — Жанна, вчителька
- 2013: Пастка (Україна, Росія) — Оксана Богданівна, повія
- 2012—2016: Віталька (Україна) — Анджела В'ячеславівна, директор школи
- 2012: Порох і дріб; фільм 6 «Сіра миша» (Росія, Україна) — Женя
- 2012: Жіночий лікар; 40-я серія «Сім „Я“» (Україна) — Людмила Першина, мати п'ятірні
- 2010: Віра, Надія, Любов — епізод
- 2009: Чудо (Україна) — масажистка
- 2008: Дорогі діти (Україна) — вихователька в дитячому садку
- 2007: Повернення Мухтара-4; 11-я серія «Любитель віскі» — продавчиня
- 2006: Стара подруга — епізод
- 2006: Пригоди Вєрки Сердючки (Україна) — епізод
- 2006: Міський романс (Україна) — епізод
- 2006: Пан (Росія, Україна) — епізод
- 2004: Сорочинський ярмарок (Україна, Росія) — епізод